# Archidiecezja Salerno-Campagna-Acerno
Archidiecezja Salerno-Campagna-Acerno (łac. Archidioecesis Salernitana-Campaniensis-Acernensis) diecezja Kościoła rzymskokatolickiego we Włoszech, w metropolii Salerno-Campagna-Acerno, w regionie kościelnym Kampania.
Została erygowana w VI wieku.
Arcybiskup Salerno był na mocy bulli papieża Urbana II z 20 lipca 1098 prymasem dla Królestwa Neapolu. Dziś tytuł ten jest tylko honorowy.